# Río Nela
Río Nela är ett vattendrag i Spanien.   Det ligger i provinsen Provincia de Burgos och regionen Kastilien och Leon, i den norra delen av landet, 270 km norr om huvudstaden Madrid.